# Philippe de Broca
Philippe de Broca (15. března 1933, Paříž, Francie – 26. listopadu 2004, Neuilly-sur-Seine, Francie) byl francouzský režisér.
U filmu začínal v padesátých letech 20. století, kdy působil nejprve jako příležitostný herec drobných rolí, posléze i jako asistent režie u významných francouzských režisérů, jakými byli Claude Chabrol a François Truffaut. Jeho režijní debut přišel v roce 1960, kdy natočil snímek Hry lásky s tehdy známým a populárním hercem Jeanem-Pierrem Casselem. Opravdu známým se stal ale až o dva roky později v roce 1962 dobrodružným snímkem Cartouche, kde hlavní roli hrál Jean-Paul Belmondo s Claudií Cardinalovou, výraznou vedlejší roli zde ztvárnil také známý herec Jean Rochefort. S Jeanem-Paulem Belmodem pak spolupracoval i v dalších dílech, velmi známá je kupříkladu dvojice dobrodružných komedií Muž z Ria a Muž z Hongkongu i jejich následná parodie Muž z Acapulca. Později točil situační komedie také s Philippem Noiretem a Annie Girardotovou, z této doby pochází známé komediální snímky Něžné kuře a Ukradli torzo Jupitera. Ke konci života točil často dobrodružné filmy na klasické náměty, jedním takovým byl i film Hrbáč z roku 1997 s Danielem Auteuilem a Fabricem Luchinim v hlavní roli.

## Tištěné zdroje
(anglicky)
- Wakeman, John, ed. World Film Directors, Volume Two, 1945–1985. New York: The H. W. Wilson Company, 1988, pp 158–162.